# 奥斯汀书会 (电影)
《奥斯汀书会》（英語：The Jane Austen Book Club）是一部2007年美国爱情片，由罗宾·斯威科德编剧和导演。该片改编自凯伦·乔伊·福勒于2004年出版的同名小说。此片聚焦于一个读者会，专门讨论简·奥斯汀写的六本小说。当他们深入研究奥斯汀的文学作品时，读书俱乐部成员发现自己正在处理与他们正在阅读的书籍主题相似的生活经历。